# 陳田 (馬來西亞)
陈田（1923年8月25日—1990年9月3日），本名高才杰，曾化名庄声等，是马来亚共产党前中央宣传部长。祖籍广东澄海。1941年底，被马共派往新加坡101特别训练学校。在二战期间，曾担任过马来亚人民抗日军第四独立队队长。1955年12月，陈田随马共中央总书记陈平和高层领导人拉昔德·迈丁一起出席了华玲和谈。和谈破裂几周后，曾经向马华公会会长陈修信致信，作和谈的最后努力，被陈修信拒绝。 1960年12月31日，他与一些马共中央领导人被派往中国。1965年，与被遣返中国的原马共成员李明结婚。从1969年至1981年，他是马来亚革命之声广播电台的主要领导人之一。1990年9月3日于中国湖南省长沙市病逝。